# Высший партийный суд НСДАП
Высший партийный суд НСДАП (Oberstes Parteigericht; OPG) — судебный орган НСДАП. Был создан в 1926 году и первоначально носил название Следственно-арбитражный комитет (Untersuchngs- und Stichtungsausschusse; USCHLA), был переименован в 1933 году. Члены НСДАП не были подсудны обычному суду; совершивший преступление член партии сначала должен был быть исключён из НСДАП партийным судом и только после этого мог предстать перед гражданским судом. Следил за моральным и общественным поведением членов НСДАП. Но уже с 1934 года произошло большое сокращение функций и полномочий суда, в связи с чем было утрачено и влияние суда на работу НСДАП. Правом помилования по решениям партсудов обладал фюрер.
Функции
- дела, возбуждённые против членов партии;
- дела по спорам между членами партии и парторганизациями;
- дела по защите;
- дела по отводу по заявлениям о приёме в НСДАП;
- дела по вопросам расы и масонства.

Виды наказания
- исключение из партии;
- предупреждение, одновременно с которым суд мог запретить исполнение служебных обязанностей на срок до 3 лет и (или) ношение оружие сроком до 12 месяцев;
- публично выступать в качестве докладчика;
- выговор;
- денежный штраф или заключение (введено в 1937 году, однако эта мера практически не применялась).

Руководители
- 1926—1927 — генерал Бруно Хейнеман
- 1927—1945 — Вальтер Бух